# Harrejaureliden
Harrejaureliden är ett naturreservat i Arvidsjaurs kommun i Norrbottens län.
Området är naturskyddat sedan 2009 och är 9,8 kvadratkilometer stort. Reservatet omfattar berget med detta namn, en del av berget Mittiberget och småmyrar emellan och nedanför. Reservatet består av tallar, granar och lövträd.